# Lluís Ignasi Fiter i Cava
Lluís Ignasi Fiter i Cava (La Seu d'Urgell, 6 de maig de 1852 - Barcelona, 9 de novembre de 1902) fou un jesuïta i erudit, director de la congregació mariana de Barcelona que dirigí fins a la seva mort. Fou considerat el seu restaurador i impulsor.
Fou alumne dels jesuïtes de Manresa fins al 1868. Es llicencià en Dret el 1871 a la Universitat de Barcelona, amb 19 anys. De jove fou un carlí convençut i mentre estudiava va ser un dels redactors del setmanari tradicionalista manresà El Eco del Bruch.
Va començar a treballar al Registre de la Propietat de Manresa i després va exercir com a advocat a Barcelona. El 7 de maig de 1873 va ingressar a la Companyia de Jesús, on es va formar fins al 1886, passant per Saragossa (professor al Col·legi Salvador), el Monestir de Veruela (va estudiar filosofia) i Tortosa (teologia) on es va ordenar sacerdot el 31 d'agost de 1884. El 1886 fou destinat a la residència de Barcelona on s'encarregà de la congregació mariana fins a la seva mort.
És autor d'algunes obres històriques, en especial la Història i novena de Nostra Senyora de Meritxell d'Andorra (1874).